# Breffu
Breffu, född okänt år i Akwamustammen i nuvarande Ghana, död 1734, var en kvinnlig slav på den danska kolonin Sankt Jan. Hon var ledare för 1733 års slavuppror. Tillsammans med 23 andra ledare begick hon i april 1734 kollektivt självmord under en ritual för att undvika att hamna i fiendens händer när upproret höll på att förloras. Det var först efter förlusten som många upprorsmän och den fransk-danska armén insåg att ledaren för upproret var en kvinna. Breffu kallas även för drottningen av St. John.